# Lorenzo Sousa Debarbieri
Lorenzo Sousa Debarbieri (Lima, Perú, 16 de mayo de 1960) es un escritor y empresario peruano.
Es copropietario , conjuntamente con la empresa Belmond Ltd., la cadena Peru Belmond Hotels y la empresa ferroviaria PeruRail. También es propietario de la empresa Ferrocarril Trasandino que es la concesionaria del Ferrocarril del Sur.

## Biografía
Lorenzo nació en Lima Perú, como hijo de Lorenzo Sousa Castañeda y Nancy Debarbieri Mantero. Se graduó en economía en la Universidad Pepperdine con un MBA del Instituto Arthur D. Little de Cambridge, Estados Unidos. Realizó estudios de posgrado en el PAD de la Universidad de Piura y en la Universidad de Harvard. Siguió, además, diversos estudios de banca, inversión y finanzas.
Trabajó en Citibank, cuando esta organización estaba en el Perú, donde fue Gerente de Finanzas y Control Financiero. También ocupó el cargo de Gerente de Inversiones de Citicorp y en el Banco Árabe Latinoamreicano (ARLA Bank) fue Jefe de Macroeconomía para Latinoamérica. Fue director y accionista del Banco de Comercio y de la empresa de telecomunicaciones Celular 2000 (vendida luego a Telefónica de España). Fue accionista fundador y el primer presidente de la Bolsa de Valores de Arequipa y director de la Bolsa de Valores de Lima.
Fue accionista fundador y presidente del directorio de LAN Perú hasta su renuncia en el año 2000. Además, fue y director y accionista de "Perú Hydro", una compañía que desarrolló dos proyectos hidroeléctricos junto con la empresa Statkraft de Noruega. Fue miembro fundador de "Perú Holding de Turismo", una compañía de turismo enfocado en el desarrollo inmobiliario y listada en la Bolsa de Valores de Lima. Fundador de la sociedad agente de bolsa Peruval. Fundó la Asociación de Egresados de Harvard en Perú y fue fundador y presidente del Perú Orient Express Hoteles S.A., Perú Belmond Hoteles, PeruRail, del Ferrocarril Trasandino y de la Fundación Machu Picchu. Lorenzo Sousa ha sido, además, cónsul honorario de Brasil en el sur del Perú. 

## Publicaciones
Ha publicado varios libros y artículos de economía, empresas, negocios, sociología, inversión bancaria y otros temas. Entre ellos destaca "El Capital Ausente", del cual fue co-autor, y "The Iron Horse of Machu Picchu"; Mi Viaje por los Emprendimientos 1985–2015. 